# Zaccaria Seriman
Zaccaria Seriman (Venezia, 9 novembre 1709 – Venezia, 22 ottobre 1784) è stato uno scrittore, poeta e librettista italiano cittadino della Repubblica di Venezia.

## Biografia
Figlio di Diodato Sceriman (ma lo stesso Zaccaria preferiva firmarsi "Seriman") e di Elisabetta Torninben, proveniva da una nobile e ricca famiglia di mercanti armeni, stabilitasi a Venezia alla fine del Seicento a causa delle persecuzioni anticristiane che avvenivano in Persia.
Visse in Laguna per gran parte della sua esistenza, fatto salvo il periodo 1721-1725 in cui studiò a Bologna presso il Collegio dei Nobili di San Saverio, retto dai gesuiti. In questi anni ebbe modo di frequentare gli ambienti culturali della città, come l'Università e l'Istituto di scienze, in cui si animava il dibattito tra le teorie cartesiane e la nuova filosofia newtoniana.
La sua opera più nota è il romanzo Viaggi di Enrico Wanton, pubblicato nel 1749, considerato uno dei romanzi precursori della fantascienza italiana. Si tratta di un'opera colossale (consta di 2380 pagine nell'edizione definitiva di "Berna"- in realtà Silea - del 1764) di carattere fantastico e satirico, che Sceriman finge di avere "tradotti da un manoscritto inglese", ove egli narra del viaggio immaginario compiuto da un inglese in terre australi sconosciute in compagnia di un amico, prima nelle terre delle Scimmie e in seguito in quella dei mitici Cinocefali. La metafora del viaggio serve al Seriman per stilare - con un paragone ellittico di un altro mondo che è sempre un mondo altro -,  una satira degli usi e costumi del proprio tempo.

## Critica
Secondo Giambattista Marchesi, "Lo Sceriman volle dare all'Italia un grande romanzo satirico, filosofico; ma gli mancò la mordace fantasia dello Swift e l'eloquenza arguta del Montesquieu; fu troppo fiacco; e a descrivere fondo a tutto l'universo, gli mancò l'ala del genio".

## Opere

### Romanzi
- Zaccaria Seriman, Viaggi di Enrico Wanton alle terre incognite australi, ed ai regni delle scimie e de' cinocefali, Venezia, Giovanni Targier, 1749. Berna [Villa di Melma], [Remondini] 1764 edizione definitiva.

### Libretti
- Caio Marzio Coriolano (opera seria)
- La reggia di Calipso (serenata; musicato da Ferdinando Bertoni)
- Telemaco (opera seria; musicato da Tommaso Traetta)